# نقطه شبنم
نقطه شبنم دمایی است که هوا باید تا آن نقطه سرد شود تا با بخار آب، اشباع شود. در دمای پایین‌تر از این دما، بخشی از آب موجود در هوا تقطیر خواهد شد تا دوباره به حالت تعادل برسد. به آب تقطیر شده بر روی سطوح، شبنم گفته می‌شود. وقتی دمای هوا تا پایین‌تر از دمای انجماد آب کاهش یابد، به نقطه شبنم، نقطه برفک گفته می‌شود و به جای تشکیل شبنم، برفک تشکیل خواهد شد.

## دمای نقطه شبنم (Td)

نمودار ارتباط نقطه شبنم با دمای هوا در چند رطوبت نسبی مختلف

دمای نقطه شبنم دمایی است که هوای مرطوب برای آنکه رطوبتش به حد اشباع برسد، بایستی تا آن دما سرد شود. در این فرایند فشار هوای مرطوب (P) و نسبت اختلاط (r) ثابت می‌ماند. باید توجه داشت که در این فرایند فشار هوا ثابت می‌ماند و هیچ بخار آبی به نمونه هوا اضافه نشده یا از آن برداشت نمی‌شود؛ بنابراین نسبت اختلاط هوا ثابت می‌ماند؛ ولی به هر حال هوا در دمای نقطه شبنم به حد اشباع می‌رسد و بنابراین مقدار نسبت اختلاط مساوی با نسبت اختلاط اشباع در این دما می‌شود. به بیان دیگر، رطوبت نسبی در این دما به ۱۰۰٪ می‌رسد. سرد شدن نسبی لایه‌ای از هوا در نزدیکی زمین در هنگام شب، ممکن است دمای هوا را تا حد نقطه شبنم برساند. از آن پس از سرد شدن باعث تراکم بخار آب می‌شود. در واقع این میان فرایند اصلی تشکیل شبنم است.

### اندازه‌گیری نقطه شبنم
برای اندازه‌گیری ابتدایی نقطه شبنم یک ظرف که جداره خارجی آن کاملاً صیقلی باشد اختیار کرده  مخلوط آب و یخ را در آن قرار می‌دهیم. هرگاه روی جدار خارجی ظرف که با هوای مورد نظر در تماس است به تدریج ذرات بخار آب به صورت مایع (شبنم) پیدا شد ، در اینحالت دمای آب را به وسیلهٔ دماسنج تعیین می‌کنیم این دما درجه اشباع یا نقطه شبنم است.

## محاسبه
نقطه شبنم تنها وابسته به دما و رطوبت نسبی است. رابطه تجربی زیر برای محاسبه نقطه شبنم به کار می‌رود:
(Td=(۱۱۲+۰٫۹T)RH۰٫۱۲۵+(۰٫۱T-۱۱۲